# Oncidium flexuosum
 Oncidium flexuosum  es una especie de orquídea epífita originaria de Sudamérica.

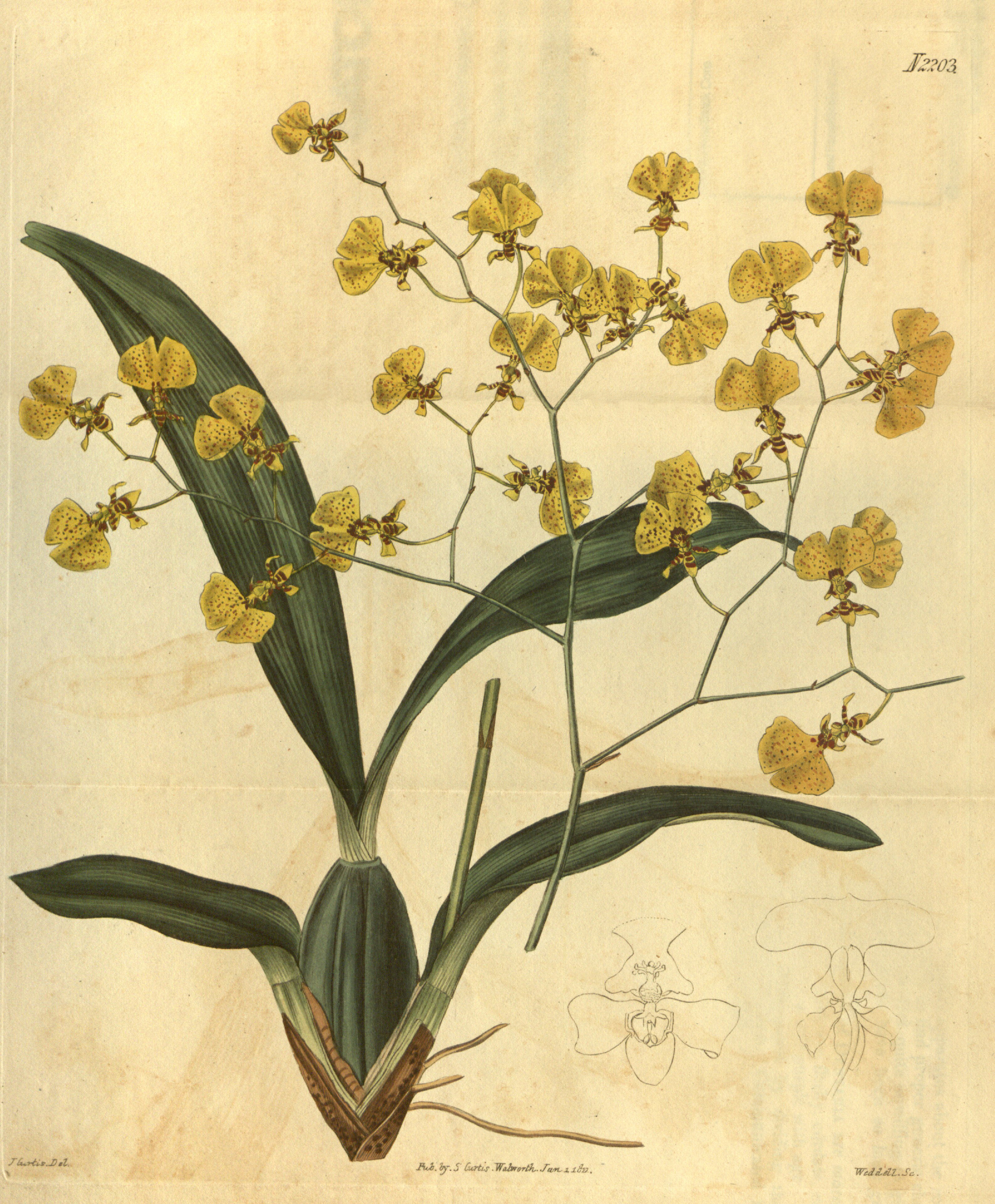
Ilustración

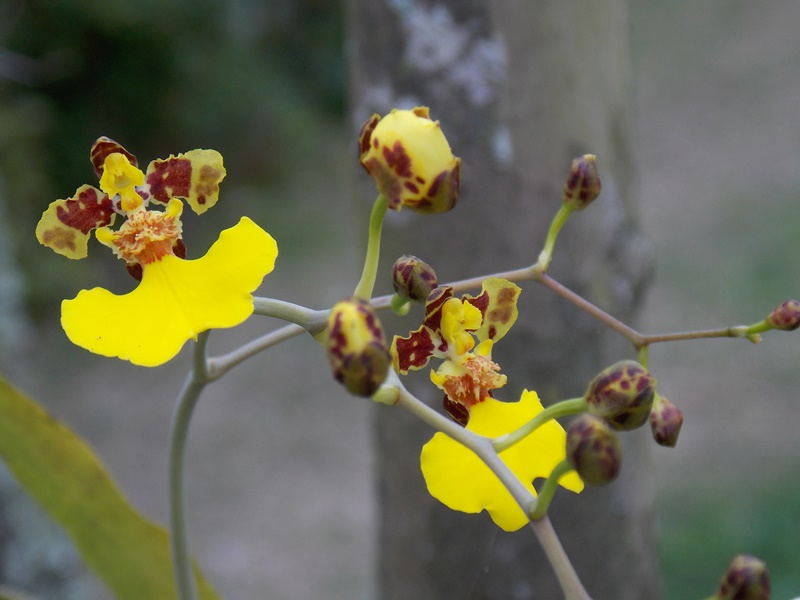
Flores

## Descripción
El Oncidium flexuosum es una orquídea epífita con pseudobulbos cilíndricos aplastados lateralmente de los que salen apicalmente unas hojas coriáceas estrechas oblongo linguladas. De la base del pseudobulbo emerge una vara floral de numerosas flores de tamaño pequeño de unos 2 cm.
Posee numerosos tallos florales paniculados con numerosas flores de un amarillo intenso por rama o racimo. Las ramas florales son muy flexibles y trepan y se agarran a soportes como una enredadera.

## Distribución y hábitat
Esta especie es oriunda de Brasil, Argentina, Paraguay y Uruguay. Orquídea epífita se desarrolla en zonas cálidas de calor húmedo tales como zonas pantanosas y en bosques de baja montaña.

## Cultivo
Tiene preferencia de aire húmedo, con mucha claridad o con sombra moderada. Se pueden poner en el exterior como los Cymbidium para forzar la floración. 
Florecen en enero y febrero en su hábitat. En el hemisferio norte en otoño y en invierno.

## Taxonomía
Oncidium flexuosum fue descrita por Conrad Loddiges y publicado en Botanical Cabinet; consisting of coloured delineations . . 5: t. 424. 1820.
Etimología
Ver: Oncidium, Etimología
flexuosum: epíteto del latín que significa "flexible". Por sus tallos florales flexibles como la enredadera con hábitos trepadores, se enredan en cualquier soporte o valla. 
Sinonimia
- Epidendrum lineatum Vell. (1831)
- Oncidium haematochrysum Rchb.f. (1850)
- Oncidium haematoxanthum Rchb.f. ex Lindl. (1855)
- Oncidium megalopterum Kraenzl. (1922)
- Ampliglossum flexuosum (Lodd.) Campacci, Colet. Orquídeas Brasil. 3: 84 (2006).
- Coppensia flexuosa (Lodd.) Campacci, Bol. CAOB 62: 55 (2006).[2][3][4]